# Indemnité de mission particulière
Pour les articles homonymes, voir IMP.
L'indemnité de mission particulière (IMP) est une rémunération perçue par certains enseignants de l'enseignement secondaire public en France, mise en place à la rentrée 2015. C'est une prime reçue par les enseignants effectuant des tâches autres que l'enseignement, comme la coordination de discipline, être le référent culture, le référent numérique...
Elle est rémunérée 1250 euros bruts par an, quels que soient le grade et l'échelon. Elle est peut-être divisée par 2 ou 4, ou être multipliée. C'est le chef d'établissement qui décide la répartition des IMP , après avoir eu l'avis du Conseil d'administration.
Elle remplace à partir de 2015 un système d'heures supplémentaires, ou de décharge horaire pour effectuer ces missions.
Depuis 2019 , les IMP et les heures supplémentaires sont "désocialisées" et défiscalisées.